# Bundesgerichtsbezirke der Vereinigten Staaten

Karte der 11 Bundesgerichtskreise der Berufungsgerichte (schwarz nummeriert) und den 94 Bundesgerichtsbezirken (pro Bundesstaat mindestens 1 Bezirk)

In den Vereinigten Staaten ist das Justizsystem auf föderaler Ebene in sogenannte Bundesgerichtsbezirke (englisch Federal Judicial District) unterteilt. Der Kongress hat das Gebiet der Vereinigten Staaten in insgesamt 94 Bundesgerichtsbezirke unterteilt, in jedem Bundesstaat sowie im District of Columbia und dem Außengebiet Puerto Rico gibt es mindestens einen Bezirk. Die Aufschlüsselung der Bundesgerichtsbezirke findet sich im United States Code 28 §§ 81–131. Die Bundesgerichtsbezirke sind nicht mit den Bundesgerichtskreisen (englisch Federal Judicial Circuits) zu verwechseln.
Die Gerichte in anderen Inselgebieten sind sogenannte Territorialgerichte (englisch United States Territorial Court) gemäß Artikel I der Verfassung und keine Bundesgerichtsbezirke im eigentlichen Sinne, obwohl sie eine ähnliche Zuständigkeit haben. Nur zwei Bundesgerichtsbezirke sind für Gebiete außerhalb des Staates zuständig, in dem das Gericht seinen Sitz hat:
- Der Bezirk Wyoming umfasst den gesamten Yellowstone-Nationalpark, einschließlich der Gebiete in Montana und Idaho.
- Der Bezirk Hawaii umfasst die Midwayinseln, das Atoll Palmyra und eine Reihe anderer unbewohnter Pazifik-Insel-Besitztümer der Vereinigten Staaten.

Jeder Bundesgerichtsbezirk hat sein eigenes US-Bezirksgericht, einschließlich Richtern, Gerichtsschreibern, Gerichtsreportern und anderem Hilfspersonal, die alle bei der Justiz der Bundesregierung angestellt sind und vom Administrative Office of the Courts in Washington, D.C. beaufsichtigt werden. In jedem Bundesgerichtsbezirk gibt es auch einen Staatsanwalt, der als Anwalt der Bundesregierung in dem Bezirk fungiert und sowohl Bundesstrafsachen verfolgt als auch die Regierung (und ihre Angestellten) in Zivilverfahren gegen sie verteidigt. Der US-Staatsanwalt ist nicht bei der Justiz, sondern beim Bundesjustizministerium, einem Teil der Exekutive, angestellt. Es gibt auch einen föderalen Pflichtverteidiger, der Personen vertritt, die wegen Bundesverbrechen angeklagt sind und sich keine eigenen Anwälte leisten können. Jeder Bezirk hat auch einen United States Marshal, der dem Gerichtssystem dient.

## Liste der Bundesgerichtsbezirke
Im Folgenden eines Liste aller 94 Bundesgerichtsbezirke, sortiert nach den 11 Bundesgerichtskreisen (englisch Federal Judicial Circuits) und Bundesstaaten. Die Spalte Sitz(e) zeigt an, in welchen Städten sich Gerichtsgebäude befinden.
| Bundesgerichtskreis | Bundesstaat          | Bundesgerichtsbezirk | Sitz(e)                                                                              |
| ------------------- | -------------------- | -------------------- | ------------------------------------------------------------------------------------ |
| 11                  | Alabama              | Northern             | Florence, Huntsville, Decatur, Birmingham, Anniston, Tuscaloosa                      |
| 11                  | Alabama              | Middle               | Montgomery, Dothan, Opelika                                                          |
| 11                  | Alabama              | Southern             | Mobile                                                                               |
| 9                   | Alaska               | Alaska               | Anchorage, Fairbanks, Juneau, Ketchikan, Nome                                        |
| 9                   | Arizona              | Arizona              | Phoenix, Prescott, Tucson, Yuma, Flagstaff                                           |
| 8                   | Arkansas             | Eastern              | Little Rock, Helena, Jonesboro                                                       |
| 8                   | Arkansas             | Western              | Texarkana, El Dorado, Fort Smith, Harrison, Fayetteville, Hot Springs                |
| 9                   | California           | Northern             | Eureka, Oakland, San Francisco, San Jose                                             |
| 9                   | California           | Eastern              | Fresno, Redding, Sacramento, Bakersfield, Yosemite                                   |
| 9                   | California           | Central              | Riverside, Los Angeles, Santa Ana                                                    |
| 9                   | California           | Southern             | San Diego, El Centro                                                                 |
| 10                  | Colorado             | Colorado             | Denver, Durango, Grand Junction, Colorado Springs                                    |
| 2                   | Connecticut          | Connecticut          | Bridgeport, Hartford, New Haven                                                      |
| 3                   | Delaware             | Delaware             | Wilmington                                                                           |
| D.C.                | District of Columbia | District of Columbia | Washington                                                                           |
| 11                  | Florida              | Northern             | Gainesville, Panama City, Pensacola, Tallahassee                                     |
| 11                  | Florida              | Middle               | Fort Myers, Jacksonville, Ocala, Orlando, Tampa                                      |
| 11                  | Florida              | Southern             | Fort Lauderdale, Fort Pierce, Key West, Miami, West Palm Beach                       |
| 11                  | Georgia              | Northern             | Gainesville, Atlanta, Rome, Newnan                                                   |
| 11                  | Georgia              | Middle               | Athens, Macon, Columbus, Albany, Valdosta                                            |
| 11                  | Georgia              | Southern             | Augusta, Dublin, Savannah, Waycross, Brunswick, Statesboro                           |
| 9                   | Hawaii               | Hawaii               | Honolulu                                                                             |
| 9                   | Idaho                | Idaho                | Boise, Coeur d’Alene, Moscow, Pocatello                                              |
| 7                   | Illinois             | Northern             | Chicago, Rockford                                                                    |
| 7                   | Illinois             | Central              | Urbana, Peoria, Rock Island, Springfield                                             |
| 7                   | Illinois             | Southern             | Benton, East St. Louis                                                               |
| 7                   | Indiana              | Northern             | Fort Wayne, South Bend, Hammond, Lafayette                                           |
| 7                   | Indiana              | Southern             | Indianapolis, Terre Haute, Evansville, New Albany                                    |
| 8                   | Iowa                 | Northern             | Cedar Rapids, Sioux City                                                             |
| 8                   | Iowa                 | Southern             | Des Moines, Council Bluffs, Davenport                                                |
| 10                  | Kansas               | Kansas               | Kansas City, Topeka, Wichita                                                         |
| 6                   | Kentucky             | Eastern              | Ashland, Covington, Frankfort, Lexington, London, Pikeville                          |
| 6                   | Kentucky             | Western              | Bowling Green, Louisville, Owensboro, Paducah                                        |
| 5                   | Louisiana            | Eastern              | New Orleans                                                                          |
| 5                   | Louisiana            | Middle               | Baton Rouge                                                                          |
| 5                   | Louisiana            | Western              | Alexandria, Lafayette, Lake Charles, Monroe, Shreveport                              |
| 1                   | Maine                | Maine                | Bangor, Portland                                                                     |
| 4                   | Maryland             | Maryland             | Baltimore, Greenbelt                                                                 |
| 1                   | Massachusetts        | Massachusetts        | Boston, Springfield, Worcester                                                       |
| 6                   | Michigan             | Eastern              | Ann Arbor, Detroit, Flint, Port Huron, Bay City                                      |
| 6                   | Michigan             | Western              | Grand Rapids, Kalamazoo, Lansing, Marquette                                          |
| 8                   | Minnesota            | Minnesota            | Saint Paul, Minneapolis, Duluth, Fergus Falls                                        |
| 5                   | Mississippi          | Northern             | Aberdeen, Oxford, Greenville                                                         |
| 5                   | Mississippi          | Southern             | Jackson, Natchez, Gulfport, Hattiesburg                                              |
| 8                   | Missouri             | Eastern              | St. Louis, Hannibal, Cape Girardeau                                                  |
| 8                   | Missouri             | Western              | Kansas City, Joplin, Saint Joseph, Jefferson City, Springfield                       |
| 9                   | Montana              | Montana              | Billings, Butte, Great Falls, Helena, Missoula                                       |
| 8                   | Nebraska             | Nebraska             | Lincoln, North Platte, Omaha                                                         |
| 9                   | Nevada               | Nevada               | Las Vegas, Reno                                                                      |
| 1                   | New Hampshire        | New Hampshire        | Concord                                                                              |
| 3                   | New Jersey           | New Jersey           | Camden, Newark, Trenton                                                              |
| 10                  | New Mexico           | New Mexico           | Albuquerque, Las Cruces, Roswell, Santa Fe                                           |
| 2                   | New York             | Northern             | Albany, Binghamton, Plattsburgh, Syracuse, Utica                                     |
| 2                   | New York             | Southern             | New York City, White Plains                                                          |
| 2                   | New York             | Eastern              | Brooklyn, Central Islip                                                              |
| 2                   | New York             | Western              | Buffalo, Rochester                                                                   |
| 4                   | North Carolina       | Eastern              | Elizabeth City, Fayetteville, Greenville, New Bern, Raleigh, Wilmington              |
| 4                   | North Carolina       | Middle               | Durham, Greensboro, Winston-Salem                                                    |
| 4                   | North Carolina       | Western              | Asheville, Charlotte, Statesville                                                    |
| 8                   | North Dakota         | North Dakota         | Bismarck, Fargo, Grand Forks, Minot                                                  |
| 6                   | Ohio                 | Northern             | Cleveland, Youngstown, Akron, Toledo                                                 |
| 6                   | Ohio                 | Southern             | Cincinnati, Dayton, Columbus                                                         |
| 10                  | Oklahoma             | Northern             | Tulsa                                                                                |
| 10                  | Oklahoma             | Eastern              | Muskogee                                                                             |
| 10                  | Oklahoma             | Western              | Oklahoma City                                                                        |
| 9                   | Oregon               | Oregon               | Eugene, Medford, Pendleton, Portland                                                 |
| 3                   | Pennsylvania         | Eastern              | Allentown, Easton, Reading, Philadelphia                                             |
| 3                   | Pennsylvania         | Middle               | Harrisburg, Scranton, Wilkes-Barre, Williamsport                                     |
| 3                   | Pennsylvania         | Western              | Erie, Johnstown, Pittsburgh                                                          |
| 1                   | Puerto Rico          | Puerto Rico          | San Juan                                                                             |
| 1                   | Rhode Island         | Rhode Island         | Providence                                                                           |
| 4                   | South Carolina       | South Carolina       | Charleston, Columbia, Florence, Aiken, Greenville, Anderson, Spartanburg             |
| 8                   | South Dakota         | South Dakota         | Aberdeen, Sioux Falls, Pierre, Rapid City                                            |
| 6                   | Tennessee            | Eastern              | Knoxville, Greeneville, Chattanooga, Winchester                                      |
| 6                   | Tennessee            | Middle               | Nashville, Cookeville, Columbia                                                      |
| 6                   | Tennessee            | Western              | Jackson, Memphis                                                                     |
| 5                   | Texas                | Northern             | Dallas, Fort Worth, Abilene, San Angelo, Amarillo, Wichita Falls, Lubbock            |
| 5                   | Texas                | Southern             | Galveston, Houston, Laredo, Brownsville, Victoria, Corpus Christi, McAllen           |
| 5                   | Texas                | Eastern              | Tyler, Beaumont, Sherman, Marshall, Texarkana, Lufkin                                |
| 5                   | Texas                | Western              | Austin, Waco, El Paso, San Antonio, Del Rio, Pecos, Midland, Alpine, Fort Hood       |
| 10                  | Utah                 | Utah                 | Salt Lake City, St. George                                                           |
| 2                   | Vermont              | Vermont              | Brattleboro, Burlington, Rutland                                                     |
| 4                   | Virginia             | Eastern              | Alexandria, Newport News, Norfolk, Richmond                                          |
| 4                   | Virginia             | Western              | Abingdon, Big Stone Gap, Charlottesville, Danville, Harrisonburg, Lynchburg, Roanoke |
| 9                   | Washington           | Eastern              | Spokane, Yakima, Richland                                                            |
| 9                   | Washington           | Western              | Seattle, Tacoma                                                                      |
| 4                   | West Virginia        | Northern             | Clarksburg, Elkins, Martinsburg, Wheeling                                            |
| 4                   | West Virginia        | Southern             | Beckley, Bluefield, Charleston, Huntington                                           |
| 7                   | Wisconsin            | Eastern              | Green Bay, Milwaukee                                                                 |
| 7                   | Wisconsin            | Western              | Madison                                                                              |
| 10                  | Wyoming              | Wyoming              | Casper, Cheyenne, Mammoth                                                            |